# Robin Zielhorst
Robin Zielhorst (Breda, 13 agosto 1982) è un bassista olandese.

## Biografia
Sin dall'infanzia, Robin era appassionato di musica. Iniziò a suonare il pianoforte a 6 anni, ma a 13 anni cambiò idea e volle provare a suonare il basso. Entrò a far parte del gruppo musicale della sua scuola, suonando nei musical là rappresentati. È qui che ha fondato la sua prima band, ispirata da gruppi come Cynic e Death. Ha frequentato il conservatorio Rock Academy di Tilburg e, dopo essersi diplomato, ha suonato in appoggio a molti artisti pop olandesi.
Nell'ottobre 2006, Robin è entrato a far parte dell'organizzazione Blue Man Group, ampliando la propria conoscenza verso nuovi orizzonti musicali con l'impiego dello Zither.
Dopo la chiusura del Blue Man Group ad Amsterdam, Robin ha preso parte agli Exivious, insieme a Michel Nienhius, Tymon Kruidenier ed al batterista Stef Broks, il cui album d'esordio è stato pubblicato nel maggio 2009. In questo periodo Robin ha realizzato anche il suo sogno, diventando il nuovo bassista dei Cynic.
Nel 2010, Robin e Tymon hanno abbandonato i Cynic ed hanno ripreso il progetto Exivious, che ha portat ad un nuovo album nel 2013.